# Scream (televisieserie)
Scream is een Amerikaanse slasher-televisieserie ontwikkeld door Jill Blotevogel, Dan Dworkin en Jay Beattie voor MTV en is gebaseerd op de filmserie met dezelfde naam gemaakt door Kevin Williamson en Wes Craven. De serie is geproduceerd door Dimension Television en MTV Production Development en werd eerder gefilmd in Louisiana, op locaties zoals Baton Rouge en New Orleans evenals Chalmette High School. Blotevogel en Jaime Paglia dienden aanvankelijk tijdens het eerste seizoen als showrunners voordat ze in het tweede seizoen werden vervangen door Michael Gans en Richard Register vanwege creatieve verschillen.
De eerste twee seizoenen waren gesitueerd in de fictieve stad Lakewood, waar een reeks moorden plaatsvond. Centraal in die moorden stond Emma Duval (gespeeld door Willa Fitzgerald), een tienermeisje dat op de een of andere manier vastzit aan het duistere verleden van de stad. De serie ging in première op 30 juni 2015 op MTV en sloot het eerste seizoen af op 1 september 2015. De serie werd officieel opgepikt voor een tweede seizoen op 29 juli 2015.
Het eerste seizoen telt tien afleveringen, het tweede seizoen veertien afleveringen en het derde en laatste seizoen telt zes afleveringen en dit seizoen heet Scream: Resurrection en ging met een compleet nieuwe cast van start.

## Verhaal
Nadat een cyberpestincident als katalysator voor een brutale moord fungeert, worden een groep tieners de hoofddoelen van een seriemoordenaar, omdat duistere geheimen uit Lakewood's ontredderde verleden weer opduiken en herinneringen oproepen aan een soortgelijke moord die 20 jaar eerder plaatsvond in de gemeenschap. Emma Duval, een tienermeisje dat op de een of andere manier verbonden is met het verleden van de stad, is de grootste obsessie van de moordenaar en het centrum van deze gruwelijke moorden. Omdat haar familie en vrienden in zichtbaar gevaar verkeren, probeert ze de duistere mysteries van de stad bloot te leggen en de moordenaar voorgoed te ontmaskeren. Dit blijkt echter moeilijk, vooral wanneer iedereen een verdachte is en iedereen een slachtoffer kan zijn.

## Seizoensoverzicht
| Seizoen | Aantal afleveringen | Verschijningsdatum | Verschijningsdatum | Netwerk |
| Seizoen | Aantal afleveringen | Eerste aflevering  | Laatste aflevering | Netwerk |
| ------- | ------------------- | ------------------ | ------------------ | ------- |
| 1       | 10                  | 30 juni 2015       | 1 september 2015   | MTV     |
| 2       | 14                  | 30 mei 2016        | 18 oktober 2016    | MTV     |
| 3       | 6                   | 8 juli 2019        | 10 juli 2019       | VH1     |

## Rolverdeling

### Hoofdrollen
- Willa Fitzgerald als Emma Duval, een populaire middelbare scholier en dochter van Maggie Duval (seizoenen 1-2)
- Bex Taylor-Klaus als Audrey Jensen, een sarcastische, bicurious filmmaker en Emma's beste vriendin (seizoenen 1-2)
- John Karna als Noah Foster, een geestige en intelligente nerd die buitengewoon goed geïnformeerd is over horrorfilms (seizoenen 1-2)
- Amadeus Serafini als Kieran Wilcox, een nieuwe student die bij zijn vader woont en Emma's belangrijkste liefdesbelang wordt (seizoenen 1-2)
- Connor Weil als Will Belmont, de ex-vriend van Emma, en de beste vriend van Jake Fitzgerald (seizoen 1)
- Carlson Young als Brooke Maddox, een mooi, rijk maar verontrust meisje dat Emma's beste vriend is (seizoenen 1-2)
- Jason Wiles als Clark Hudson, de voormalige sheriff van Lakewood (seizoen 1)
- Tracy Middendorf als Maggie Duval, Emma's moeder en de medische examinator (seizoenen 1-2)
- Kiana Brown als Zoe Vaughn, mede-student van de middelbare school, een gedreven overachiever die een geheim herbergt en Noah's liefdesbelang is (seizoen 2)
- Santiago Segura als Gustavo "Stavo" Acosta, een student van de middelbare school en de zoon van Sheriff Acosta. Hij is een bekwaam kunstenaar die diep in horror, seriemoordenaars en grappige boeken zit. (seizoen 2)

### Gastrollen
- Brianne Tju als Riley Marra, Emma's vriend die interesse heeft in Noah (seizoen 1)
- Mike Vaughn als The Killer (stem) (seizoenen 1-2)
- Amelia Rose Blaire als Piper Shaw, een podcaster die naar Lakewood komt om de recente moorden te onderzoeken (seizoen 1, gastseizoen 2)
- Tom Maden als Jake Fitzgerald, het vriendje van Brooke en de beste vriend van Will Belmont (seizoenen 1-2)
- Bobby Campo als Seth Branson, een leraar die een geheime relatie had met Brooke (seizoenen 1-2)
- Bryan Batt als burgemeester Quinn Maddox, Brooke's vader en de burgemeester van Lakewood, die onthuld wordt geheimen te verbergen van de stad over illegale zakelijke deals en cover-ups (seizoenen 1-2)
- Sosie Bacon als Rachel Murray, de ex-vriendin van Audrey. Ze heeft zelfmoordneigingen. (seizoen 1, gastseizoen 2)
- Sophina Brown als Detective Lorraine Brock, een detective die is toegewezen aan de moordzaak van Nina Patterson (seizoen 1)
- Tom Everett Scott als Kevin Duval, Emma's vervreemde vader en Maggie's ex-man (seizoen 2, gastseizoen 1)
- Anthony Ruivivar als Sheriff Miguel Acosta, een openhartige, competente en ervaren politieman die terugkeert naar zijn ouderlijk huis van Lakewood. Hij is een toegewijde, zij het soms strenge, familie-man die erg beschermend is tegenover zijn zoon, Stavo. (seizoen 2)
- Austin Highsmith als Kristen Lang, een idealistische leraar psychologie psychologie die een vertrouweling en mentor wordt voor haar studenten (seizoen 2)
- Sean Grandillo als Eli Hudson, de neef van Kieran. Hij presenteert een piepend schoon beeld, maar kan bijbedoelingen hebben. Zijn aankomst in Lakewood brengt geheimen uit het verleden van Kieran die lang geleden werden begraven. Hij is geïnteresseerd in Emma. (seizoen 2)
- Karina Logue als Tina Hudson, Eli's moeder en Kieran's wettelijke voogd. Ze is correct en beleefd, maar met het gevoel voor zelfredzaamheid van een grifter. (seizoen 2)
- Mary Katherine Duhon als Haley Meyers, een klasgenoot van de middelbare school die Emma en haar vrienden niet leuk vindt (seizoen 2)
- Carmela Zumbado, als Riley Decoy

## Spin-offs

### Scream: If I Die
Voorafgaand het tweede seizoen werd een mini spin-off webserie geïntroduceerd onder de titel Scream: If I Die. De webserie bestaat uit zes afleveringen en is een kort videodagboek, waarin iedere aflevering een van de zes overlevende uit het eerste seizoen hun laatste woorden en gedachten uiten voordat een van hen misschien vermoord wordt door de nieuwe moordenaar.

### Scream After Dark
Tijdens het tweede seizoen van Scream werd de spin-off Scream After Dark geïntroduceerd, deze diende als napraatprogramma. Het programma werd gepresenteerd door Jeffery Self en bestond uit een totaal van drie afleveringen; de eerste aflevering werd uitgezonden na de start van seizoen 2, de tweede na de achtste aflevering en de derde aflevering na het einde van het tweede seizoen.